# Marcin Leopolita
Marcin Leopolita, también conocido como Marcin z Lwowa, (Leópolis, 1537-Leópolis, c. 1584) fue uno de los compositores polacos más eminentes del siglo XVI. Asistió a la Universidad Jaguelónica, específicamente, el Collegium Maius, y pudo haber estudiado con Sebastián de Felstin y Jan Jelen de Tuchola. A la edad de 20 años ya era miembro del conjunto de música real en la corte del rey Segismundo Augusto, aparentemente convirtiéndose en compositor de la corte en 1560.

## Obra
Solo unas pocas composiciones de Leopolita sobrevivieron. Cuatro motetes latinos (Cibavit eos, Mihi autem, Resurgente Christo y Spiritus Domini) se conservan solo en tablaturas de órgano y de estos solo Cibavit Eos puede restaurarse con confianza a su forma vocal original. Las cuatro obras se conocen a partir de una sola fuente: una tablatura que anteriormente pertenecía a la Sociedad Musicológica de Varsovia que ahora solo sobrevive como una copia fotográfica, ya que el original fue destruido durante la Segunda Guerra Mundial. Esta tablatura probablemente fue escrita alrededor de 1580 y ha sido conocida como la Tablatura de Martín Leopolita. Aunque aunque el propio Leopolita era organista su conexión con el manuscrito es incierta.
La misa en cinco partes de Leopolita, Missa paschalis, es la única misa polaca del siglo XVI que sobrevive intacta y el Agnus Dei, que agrega una sexta voz (un segundo Cantus) tiene la distinción de ser el ejemplo más antiguo existente de polifonía polaca en seis partes. Se basa en temas de cuatro canciones de Pascua vernáculas polacas (de ahí la designación ‹Paschalis›): «Chrystus Pan zmartwychwstał» [Cristo nuestro Señor ha resucitado], «Chrystus zmartwychwstał jest» [Cristo ha resucitado], «Wesoły dzień nam dziś nastał» [Hoy nos ha llegado un día feliz], «Wstał Pan Chrystus» [Cristo ha resucitado], de las cuales «Chrystus Pan zmartwychwstał» es la más destacada.

### Grabaciones
- Primeras misas polacas Gorczycki : Missa Paschalis Leopolita: Missa Paschalis Mielczewski : Missa super «O Gloriosa Domina» Jaroslaw Malanowicz (órgano) Il Canto CD Accord - ACD018
- Waclaw z Szamotul: Canciones y motetes y Leopolita: Missa Paschalis Collegium Vocale Bydgoszcz Dux - DUX0248 grabado en 1992 y 1994